# Drengen der ikke kunne svømme
Drengen der ikke kunne svømme er en dansk kortfilm fra 2011 med instruktion og manuskript af Anders Helde.

## Handling
Denne artikel mangler et handlingsreferat. Hjælp os med at skrive det.

## Medvirkende
- Jonas Wandschneider - Nicklas
- Sebastian Elkrog Sørensen - Rasmus
- Christian Damsgaard - Carsten
- Danny Thykær - Pusher
- Michael Liltorp - Henchman
- Frank Mothe - Mand på togstation
- Kim Sørensen - Mand på tog